# Цабель, Эрик
Э́рик Ца́бель (нем. Erik Zabel; 7 июля 1970, Восточный Берлин) — немецкий шоссейный велогонщик. Являлся одним из сильнейших спринтеров поколения. Шесть раз становился победителем спринтерского зачета Тур де Франс и трижды — Вуэльты Испании. Четырежды побеждал в классической «однодневке» Милан — Сан-Ремо.

## Карьера
Первым серьёзным успехом Эрика на профессиональной арене стала победа на Paris Tour в 1994 году. А после 2 побед на Тур де Франс в 1995 году Цабель постепенно стал вытеснять бывшего основного спринтера команды «Telekom» Олафа Людвига.
С 1996 по 2001 год Эрик Цабель выигрывал 6 раз подряд зелёную майку Тур де Франс, причём в 2001 году Эрик «отобрал» зелёную майку у Стюарта О’Грэди на Елисейских полях, на последнем этапе. В 2002 году Эрик провёл 11 дней в зелёном, однако выиграть её не смог. К 2002 году относится и последняя победа на этапе Тур де Франс.
С 2002 года по 2004 Эрик три раза подряд выигрывал голубую с рыбками майку победителя очковой классификации испанской Вуэльты.
Любимой гонкой Эрика является легендарная классика «Милан — Сан-Ремо». Её Эрик выигрывал 4 раза, и одним из его прозвищ является «Мистер Милан — Сан-Ремо» или «Герр Милан — Сан-Ремо». А в 2004 году с этой гонкой у Эрика неприятные воспоминания. Цабель уже начинал праздновать, когда его смог опередить Оскар Фрейре.
В 2005 году Эрика Цабеля руководство его бывшей команды «T-Mobile» решило не брать на Тур де Франс. В результате, после 13 лет в футболке «T-Mobile» (ранее «Team Telekom»), Эрик покинул команду. В конце 2005 года гонку Paris Tour, первую гонку, которую он выигрывал в своей профессиональной карьере.
С 2006 года Эрик выступает в новой команде «Team MILRAM» вместе с итальянским спринтером Алессандро Петакки. В 2006 году на чемпионате мира Эрик стал серебряным призёром.
В 2008 году Цабель завершил карьеру профессионального велогонщика, продолжив работу в качестве советника спринтеров в командах Team Columbia-High Road и Катюша.
Отец Рика Цабеля.

## Признание в употреблении допинга
24 мая 2007 года в Бонне (Германия) Эрик Цабель вместе со своим бывшим коллегой по команде и лучшим другом Рольфом Альдагом признался в употреблении ЭПО на первой неделе Tour de France 1996 года. После сильных побочных эффектов Эрик вынужден был прекратить принимать ЭПО.

Я сказал своему боссу Джанлуидижи Станге и другим руководителям Team MILRAM, что я сегодня сделаю заявление о своём прошлом. Не знаю, что случится со мной в будущем, но я почувствовал, что пора рассказать правду о том, что было в прошлом. Мой сын также занимается велоспортом, и я не хочу, чтобы он прошёл через то, через что прошёл я. Не имеет значения, было ли это один раз или на протяжении двух лет, главное, что принимать допинг было запрещено и я принимал допинг. Я принимал, я лгал и я извиняюсь за это. Тогда циркулировали слухи и предположения о том, что без применения допинга добиться успеха попросту невозможно. И незадолго до Тур де Франс 1996 я решил попробовать воспользоваться эритропоэтином (ЭПО). Я использовал это на первой неделе и потом прекратил. Побочные эффекты были слишком большими. У меня была высокая температура и был завышенный пульс по утрам. Каждую ночь я спрашивал себя, каким я проснусь утром. И потом я с д’Хонтом решили покончить с ЭПО.

## Важнейшие успехи и победы
1994 год: Париж Тур
1995 год: 2 этапа Тур де Франс
1996 год: 2 этапа Тур де Франс, зелёная майка
1997 год: 3 этапа Тур де Франс, зелёная майка, Милан — Сан-Ремо, Scheldeprijs
1998 год: зелёная майка Тур де Франс, Милан — Сан-Ремо, чемпионат Германии
1999 год: зелёная майка Тур де Франс, Rund um den Henninger Turm
2000 год: 1 этап Тур де Франс, зелёная майка, Милан — Сан-Ремо, Amstel Gold Race
2001 год: 3 этапа Тур де Франс, зелёная майка, 3 этапа Вуэльты, Милан — Сан-Ремо, HEW Cyclassics, первый в рейтинге UCI
2002 год: 1 этап Тур де Франс, 1 день в жёлтой майке, синяя майка Вуэльты, Rund um den Henninger Turm, очковая классификация Тура Швейцарии, очковая классификация Тиренно — Адриатико, очковая классификация Тура Нидерландов, очковая классификация Тура Германии, первый в рейтинге UCI, бронзовая медаль Чемпионата Мира
2003 год: чемпион Германии, 2 этапа Вуэльты, синяя майка, Париж Тур
2004 год: синяя майка Вуэльты, серебряная медаль Чемпионата Мира
2005 год: Rund um den Henninger Turm, Париж Тур
2006 год: очковая классификация Тура Германии, 2 этапа Вуэльты, серебряная медаль Чемпионата Мира
- Жёлтая майка — майка лидера (победителя) общего зачёта Тур де Франс
- Зелёная майка — майка победителя очковой классификации Тур де Франс
- Синяя майка (с рыбками) — майка победителя очковой классификации Вуэльты

### Выступления на Тур де Франс
1995 год: 90 в генерале, 5 в очковой классификации, победы на 6 и 17 этапах
1996 год: 82 в генерале, зелёная майка, победы на 3 и 10 этапах
1997 год: 66 в генерале, зелёная майка, победы на 3, 7 и 8 этапах
1998 год: 62 в генерале, зелёная майка , 1 день в жёлтой майке
1999 год: 89 в генерале, зелёная майка
2000 год: 61 в генерале, зелёная майка, победа на 20 этапе
2001 год: 96 в генерале, зелёная майка, победы на 1, 3 и 19 этапах
2002 год: 82 в генерале, победа на 6 этапе, 1 день в жёлтой майке, 11 дней в зелёной майке
2003 год: 107 в генерале
2004 год: 59 в генерале, 3 в очковой классификации
2006 год: 86 в генерале, 3 на 2 этапах, 2 в очковой классификации

### Шестидневки
Мюнхен — 1995 (с де Вильде), 2001 (с Мартинело), 2005 (с Бартко), 2006 (с Ризи)
Дортмунд — 1995, 2000, 2001, 2005 (с Альдагом), 2006 (с Ризи)
SixDayNight, Бюттген
Берлин — 2009 (с Бартко)